# Amanda Nunes
Amanda Lourenço Nunes (Bahia: 30 de mayo de 1988) es una artista marcial mixta brasileña retirada que compitió en la categoría de peso gallo y peso pluma de Ultimate Fighting Championship, siendo campeona en ambas. Fue la primera mujer en la historia de UFC en ser campeona de dos categorías diferentes simultáneamente, y la primera mujer en convertirse 2 veces en doble campeona. Se retiró estando en la posición #1 en el ranking oficial de UFC de las mejores peleadoras femeninas libra-por-libra.Es además ampliamente considerada como la mejor luchadora femenina de MMA de todos los tiempos.

## Primeros años
Nunes se crio en un pequeño pueblo a las afueras de Salvador de Bahía, Brasil. Comenzó a practicar karate kyokushin a la edad de cuatro años y boxeo a la edad de dieciséis. Además, empezó a entrenar jiu jitsu brasileño después de haber sido invitada a un dojo por su hermana, quien practicaba dicho deporte.

## Carrera en artes marciales mixtas
Nunes vivía en Nueva Jersey y entrenaba en AMA Fight Club, pero ahora vive en Miami y entrena en MMA Masters. Ha competido en las categorías de 135 y 145 libras.
Nunes hizo su debut en las artes marciales mixtas el 8 de marzo de 2008 en Prime MMA Championship 2. Fue derrotada por Ana Maria en la primera ronda por sumisión.

### Strikeforce
Nunes ganó cinco luchas seguidas, todas por nocaut, e hizo su debut en Strikeforce el 7 de enero de 2011, en Strikeforce Challengers: Woodley vs. Saffiedine en Nashville, Tennessee. Derrotó a la canadiense Julia Budd por nocaut en 14 segundos.
Nunes tenía programado luchar contra Julie Kedzie en Strikeforce: Overeem vs. Werdum el 18 de julio de 2011 en Dallas, Texas. La pelea, sin embargo, fue cancelada después de que Nunes sufriera una lesión en el pie.
Nunes luchó contra Alexis Davis el 10 de septiembre de 2011 en el Strikeforce Magnífico Prix tarjeta de Semifinales. Perdió la lucha vía TKO en la segunda ronda. En la primera ronda, Nunes empezó con golpes fuertes, pero rápidamente se desvaneció. En la segunda ronda, Nunes estaba agotada desde el inicio de la ronda. Al intentar un derribo fue invertido instantáneamente por Davis para obtener la victoria y acabar con la racha de Nunes.
Nunes iba a enfrentar a Cat Zingano en Strikeforce: Melendez vs. Healy el 29 de septiembre de 2012, pero el evento fue cancelado cuándo Gilbert Melendez, que estaba listo para defender su título contra Pat Healy, sufriera una lesión en la rodilla en el entrenamiento que forzó su retirada de la cartelera.

### Invicta FC
Nunes tenía previsto enfrentar a Milana Dudieva en Invicta FC 2: Baszler vs. McMann el 28 de julio de 2012. Dudieva se retiró de la pelea debido a una enfermedad. El 9 de julio fue reemplazada por Leslie Smith. Smith también se retiró debido a una lesión y Nunes se enfrentó en última instancia a Raquel Pa'aluhi. Nunes ganó la lucha vía sumisión técnica con un rear naked choke en la primera ronda.
El 5 de enero de 2013, Nunes regresó a Invicta Fighting Championships contra Sarah D'Alelio en Invicta FC 4: Esparza vs. Hyatt. Nunes perdió la lucha vía decisión unánime.
Nunes tenía previsto enfrentar a Kaitlin Young en Invicta FC 5 el 5 de abril de 2013. Sin embargo , ella sufrió una lesión en el brazo y se vio obligada a retirarse de la lucha.

### Ultimate Fighting Championship
Nunes hizo su debut en el octágono contra Sheila Gaff en UFC 163 el 3 de agosto de 2013 en Brasil.
Nunes tuvo su segunda pelea en la UFC frente a Germaine de Randamie en UFC Noche de Lucha 31 el 6 de noviembre de 2013. Ganó la lucha vía TKO en la primera ronda.
Para su tercera lucha con la promoción, Nunes enfrentó a Shayna Baszler en The Ultimate Fighter Nations Finale: Bisping vs. Kennedy, reemplazando a Sarah Kaufman debido a una lesión. Aun así, Nunes más tarde sacado del bout con un dislocated pulgar.
Nunes enfrentó a Cat Zingano el 27 de septiembre de 2014 en UFC 178. Perdió el combate vía TKO en la tercera ronda.
Nunes enfrentó Shayna Baszler el 21 de marzo de 2015 en el evento UFC Fight Night: Maia vs. LaFlare. Ganó la lucha vía TKO en la primera ronda.
Nunes luchó contra Sara McMann el 8 de agosto de 2015 en UFC Fight Night: Teixeira vs. St. Preux. Ganó la lucha vía sumisión en la primera ronda, después de golpear a su adversario con una combinación de tres golpes.
Nunes enfrentó a Valentina Shevchenko el 5 de marzo de 2016 en UFC 196. Ganó la lucha por decisión unánime.

#### Campeonato de peso gallo
Después de una racha de 3 victorias, Nunes ganó su primer título en la UFC. Enfrentó a Miesha Tate para el campeonato de peso gallo de la UFC el 9 de julio de 2016, en UFC 200. Nunes derrotó a Tate ganando la lucha por sumisión en la primera ronda.
Defendió su campeonato ante Ronda Rousey el 30 de diciembre de 2016, en UFC 207. Nunes ganó la pelea por nocaut a los 48 segundos del primer round, logrando así su primera defensa de título y muchísima atención mediática.
Para su segunda defensa del título, Nunes estaba programada para enfrentar a Valentina Shevchenko en una revancha en UFC 213 el 8 de julio de 2017. El primer combate entre ellas tuvo lugar en UFC 196 con Nunes ganando por decisión unánime. Sin embargo, Nunes fue hospitalizada la mañana de la pelea con sinusitis crónica y la pelea fue cancelada. Joanna Jędrzejczyk ofreció reemplazar a Nunes, pero la Comisión Atlética del Estado de Nevada no pudo absolverla en tan poco tiempo. Nunes peleó contra Shevchenko en el UFC 215 el 9 de septiembre en Edmonton, Alberta. Ganó la pelea muy disputada por decisión dividida.
Nunes se enfrentó a Raquel Pennington el 12 de mayo de 2018 en el UFC 224. Después de una actuación bastante dominante, Nunes terminó la pelea a los 2:36 minutos de la quinta ronda.
Nunes se enfrentó a Cris Cyborg por el Campeonato de Peso Pluma de Mujeres de UFC el 29 de diciembre de 2018 en UFC 232. Nunes derrotó rápidamente a Cyborg a los 51 segundos de la primera ronda para convertirse en la nueva Campeona de peso pluma de UFC. Esto la convirtió en la primera mujer en la historia de UFC en tener dos campeonatos en diferentes divisiones simultáneamente. Además, recibió el premio a la Actuación de la Noche.
Nunes se enfrentó Holly Holm el 6 de julio de 2019 en UFC 239. Ganó la pelea por nocaut en el primer asalto después de derribar a Holm con una patada en la cabeza.
Amanda Nunes se enfrentó a Julianna Peña en UFC 269 el 11 de diciembre de 2021. Julianna Peña la sometió en el segundo asalto con un mata león, provocando que Nunes se rindiera y perdiera el combate.
El 30 de julio de 2022 Amanda Nunes se impuso por decisión unánime en cinco asaltos a Julianna Peña en el combate principal de la función UFC 277, para recuperar el Campeonato de Peso Gallo de Mujeres de UFC que había perdido en diciembre.
El 10 de junio de 2023 en el UFC 289 anuncia su retiro al defender el Campeonato de Peso Gallo de Mujeres de UFC frente a Irene Aldana.

## Vida personal
Nunes es la primera campeona homosexual de la UFC. Ha estado en una relación con la luchadora de UFC Nina Ansaroff, que compite en la categoría de peso paja, durante los últimos cuatro años. Su hija Raegan Ann nació el 24 de septiembre de 2020.

## Campeonatos y logros
- Ultimate Fighting Championship
  - Campeonato de Peso Gallo (Dos veces)
  - Campeonato de Peso Pluma (Una vez, actual campeona)
  - Actuación de la Noche (cuatro veces)
  - Primera mujer en la historia de UFC en poseer dos títulos simultáneamente.
  - Primera mujer en convertirse 2 veces en doble campeona.
- Mmajunkie.com
  - Sumisión del mes de agosto de 2015 vs. Sara McMann[42]

## Récord en artes marciales mixtas
| Resultado | Récord | Oponente             | Método                            | Evento                                          | Fecha                    | Ronda | Tiempo | Localización          | Notas |
| --------- | ------ | -------------------- | --------------------------------- | ----------------------------------------------- | ------------------------ | ----- | ------ | --------------------- | --- |
| Victoria  | 23–5   | Irene Aldana         | Decisión (unánime)                | UFC 289                                         | 10 de junio de 2023      | 5     | 5:00   | Vancouver             | Defendió el Campeonato de Peso Gallo de Mujeres de UFC.Pelea de retiro.                                                        |
| Victoria  | 22–5   | Julianna Peña        | Decisión (unánime)                | UFC 277                                         | 30 de julio de 2022      | 5     | 5:00   | Dallas, Texas         | Ganó el Campeonato de Peso Gallo de Mujeres de UFC.                                                                            |
| Derrota   | 21–5   | Julianna Peña        | Sumisión (rear-naked choke)       | UFC 269                                         | 11 de diciembre de 2021  | 2     | 3:26   | Las Vegas, Nevada     | Perdió el Campeonato de Peso Gallo de Mujeres de UFC.                                                                          |
| Victoria  | 21–4   | Megan Anderson       | Sumisión (llave de brazo)         | UFC 259                                         | 6 de marzo de 2021       | 1     | 2:03   | Las Vegas, Nevada     | Defendió el Campeonato de Peso Pluma de Mujeres de UFC.                                                                        |
| Victoria  | 20–4   | Felicia Spencer      | Decisión (unánime)                | UFC 250                                         | 6 de junio de 2020       | 5     | 5:00   | Las Vegas, Nevada     | Defendió el Campeonato de Peso Pluma de Mujeres de UFC.                                                                        |
| Victoria  | 19–4   | Germaine de Randamie | Decisión (unánime)                | UFC 245                                         | 14 de diciembre de 2019  | 5     | 5:00   | Paradise, Nevada      | Defendió el Campeonato de Peso Gallo de Mujeres de UFC.                                                                        |
| Victoria  | 18–4   | Holly Holm           | TKO (patada a la cabeza y golpes) | UFC 239                                         | 6 de julio de 2019       | 1     | 4:10   | Paradise, Nevada      | Defendió el Campeonato de Peso Gallo de Mujeres de UFC; Actuación de la Noche.                                                 |
| Victoria  | 17–4   | Cris Cyborg          | KO (golpes)                       | UFC 232                                         | 29 de diciembre de 2018  | 1     | 0:51   | Inglewood, California | Ganó el Campeonato de Peso Pluma de Mujeres de UFC; Primera mujer en tener dos títulos simultáneamente; Actuación de la Noche. |
| Victoria  | 16–4   | Raquel Pennington    | TKO (golpes)                      | UFC 224                                         | 12 de mayo de 2018       | 5     | 2:36   | Río de Janeiro        | Defendió el Campeonato de Peso Gallo de Mujeres de UFC.                                                                        |
| Victoria  | 15–4   | Valentina Shevchenko | Decisión (dividida)               | UFC 215                                         | 9 de septiembre de 2017  | 5     | 5:00   | Alberta               | Defendió el Campeonato de Peso Gallo de Mujeres de UFC.                                                                        |
| Victoria  | 14–4   | Ronda Rousey         | TKO (golpes)                      | UFC 207                                         | 30 de diciembre de 2016  | 1     | 0:48   | Las Vegas, Nevada     | Defendió el Campeonato de Peso Gallo de Mujeres de UFC.                                                                        |
| Victoria  | 13–4   | Miesha Tate          | Sumisión (rear naked choke)       | UFC 200                                         | 9 de julio de 2016       | 1     | 3:16   | Las Vegas, Nevada     | Ganó el Campeonato de Peso Gallo de Mujeres de UFC; Pelea de la Noche.                                                         |
| Victoria  | 12–4   | Valentina Shevchenko | Decisión (unánime)                | UFC 196                                         | 5 de marzo de 2016       | 3     | 5:00   | Las Vegas, Nevada     | |
| Victoria  | 11–4   | Sara McMann          | Sumisión (rear naked choke)       | UFC Fight Night: Teixeira vs. St. Preux         | 8 de agosto de 2015      | 1     | 2:53   | Nashville, Tennessee  | Actuación de la noche. |
| Victoria  | 10–4   | Shayna Baszler       | TKO (patada)                      | UFC Fight Night: Maia vs. LaFlare               | 21 de marzo de 2015      | 1     | 1:56   | Río de Janeiro        | |
| Derrota   | 9–4    | Cat Zingano          | TKO (golpes y codazos)            | UFC 178                                         | 27 de septiembre de 2014 | 3     | 1:21   | Las Vegas, Nevada     | |
| Victoria  | 9–3    | Germaine de Randamie | TKO (codazos)                     | UFC: Fight for the Troops 3                     | 6 de noviembre de 2013   | 1     | 3:56   | Phoenix, Arizona      | |
| Victoria  | 8–3    | Sheila Gaff          | TKO (golpes y codazos)            | UFC 163                                         | 3 de agosto de 2013      | 1     | 2:08   | Río de Janeiro        | |
| Derrota   | 7–3    | Sarah D'Alelio       | Decisión (unánime)                | Invicta FC 4: Esparza vs. Hyatt                 | 5 de enero de 2013       | 3     | 5:00   | Kansas City, Kansas   | |
| Victoria  | 7–2    | Raquel Pa'aluhi      | Sumisión (rear naked choke)       | Invicta FC 2: Baszler vs. McMann                | 28 de julio de 2012      | 1     | 2:24   | Kansas City, Kansas   | |
| Derrota   | 6–2    | Alexis Davis         | TKO (golpes)                      | Strikeforce: Barnett vs. Kharitonov             | 10 de septiembre de 2011 | 2     | 4:53   | Cincinnati, Ohio      | |
| Victoria  | 6–1    | Julia Budd           | KO (golpes)                       | Strikeforce Challengers: Woodley vs. Saffiedine | 7 de enero de 2011       | 1     | 0:14   | Nashville, Tennessee  | |
| Victoria  | 5–1    | Ediane Gomes         | TKO (golpes)                      | Bitetti Combat 6                                | 25 de febrero de 2010    | 2     | 3:00   | Brasilia              | |
| Victoria  | 4–1    | Vanessa Porto        | TKO (parada de la esquina)        | Samurai FC 2: Warrior's Return                  | 12 de diciembre de 2009  | 2     | 5:00   | Curitiba              | |
| Victoria  | 3–1    | Deise Lee Rocha      | TKO (golpes)                      | Samurai Fight Combat                            | 12 de septiembre de 2009 | 1     | 1:08   | Curitiba              | |
| Victoria  | 2–1    | Nadja Nadja          | TKO (golpes)                      | Prime: MMA Championship 3                       | 1 de julio de 2009       | 1     | 0:47   | Salvador              | |
| Victoria  | 1–1    | Paty Barbosa         | KO (parada de la esquina)         | Demo Fight 3                                    | 24 de mayo de 2008       | 1     | 0:11   | Salvador              | |
| Derrota   | 0–1    | Ana Maria            | Sumisión (armbar)                 | Prime: MMA Championship 2                       | 8 de marzo de 2008       | 1     | 0:35   | Salvador              | |